# Montesarchio
Montesarchio is een gemeente in de Italiaanse provincie Benevento (regio Campanië) en telt 13.472 inwoners (31-12-2004). De oppervlakte bedraagt 26,3 km2, de bevolkingsdichtheid is 490 inwoners per km2.
De volgende frazioni maken deel uit van de gemeente: Varoni, Cirignano, Tufara Valle.

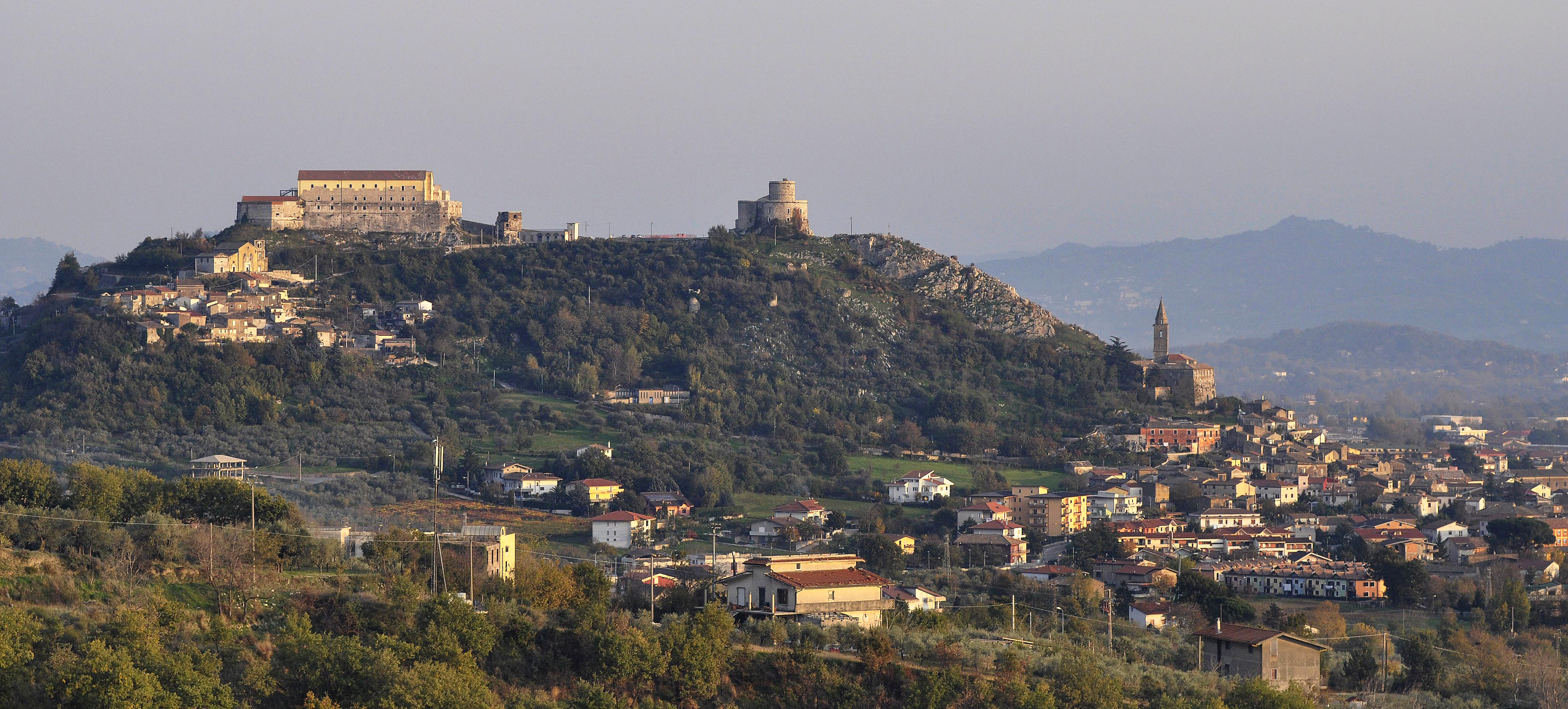
Montesarchio
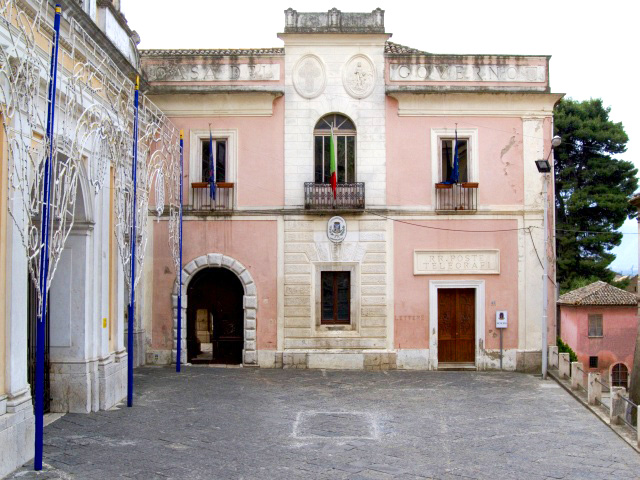
Conventkerk van St. Franciscus

## Demografie
Montesarchio telt ongeveer 4314 huishoudens. Het aantal inwoners steeg in de periode 1991-2001 met 14,0% volgens cijfers uit de tienjaarlijkse volkstellingen van ISTAT.
| Jaar | Inwoneraantal |
| ---- | ------------- |
| 1991 | 11.298        |
| 2001 | 12.878        |

## Geografie
De gemeente ligt op ongeveer 300 m boven zeeniveau.
Montesarchio grenst aan de volgende gemeenten: Apollosa, Bonea, Campoli del Monte Taburno, Ceppaloni, Cervinara (AV), Roccabascerana (AV), Rotondi (AV), San Martino Valle Caudina (AV), Tocco Caudio.